# VNM
VNM, właśc. Tomasz Lewandowski (ur. 25 stycznia 1984 w Elblągu) – polski raper. Poza solową działalnością artystyczną Lewandowski współpracował z takimi artystami jak: ReTo, Sokół, HiFi Banda, Pezet, Małolat, Pyskaty, DonGURALesko, Fokus, Brahu, Fu, Eldo czy Marysia Starosta.
Raper sprzedał w Polsce ponad 65 tys. płyt i zdobył trzy złote płyty. VNM to pierwszy raper w historii polskiego hip-hopu, który, nie mając w dorobku oficjalnie wydanego albumu, znalazł się na okładce hiphopowego pisma (Magazyn Hip Hop #52, grudzień 2007). W 2011 roku Lewandowski został sklasyfikowany na 11. miejscu listy 30 najlepszych polskich raperów według magazynu Machina.

## Działalność artystyczna

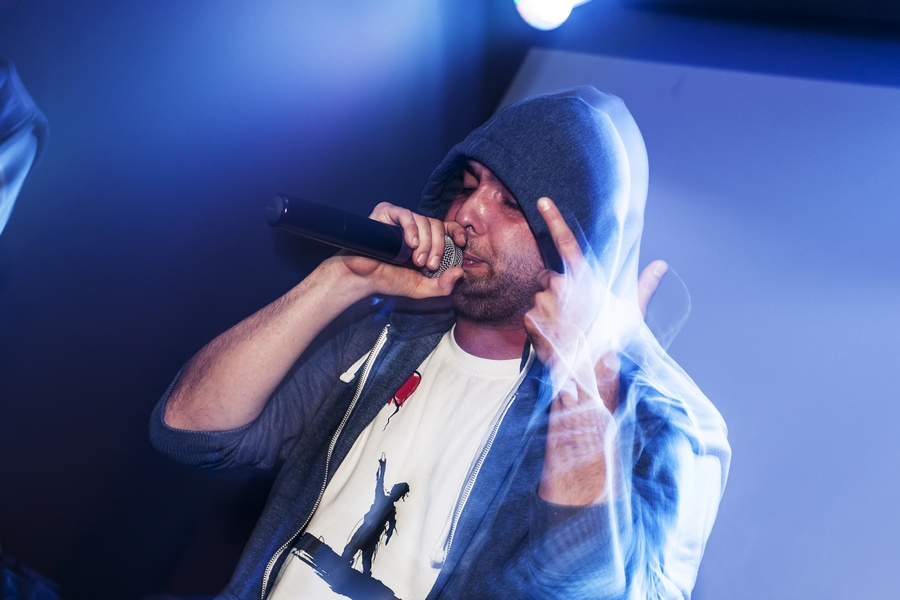
VNM, 2013

Aktywny na scenie hip-hopowej od roku 2000. W 2005 roku razem z zespołem 834 wygrał konkurs na najlepsze demo, organizowany przez szczecińską audycję radiową WuDoo. W 2008 roku został zauważony przez rapera Sokoła, właściciela wytwórni Prosto. VNM został zaproszony do nagrania wspólnego utworu „Nie muszę”. Rok później ukazał się jego mixtape Niuskul Mixtape 2009. W tym samym roku Lewandowski wziął udział w nagraniach składanki Prosto Mixtape 600V, która ukazała się w kwietniu 2010 roku. Zwrotki rapera znalazły się m.in. w utworach „I żeby było normalnie” i „Zrób to”. Do piosenek powstały także teledyski. Jego solowy utwór pt. „Placek” trafił na kompilację Grube jointy.
Przełomem w karierze rapera był podpisany w lipcu kontrakt wydawniczy z wytwórnią płytową Prosto. 17 stycznia 2011r. ukazał się jego „legalny” debiut pt. De Nekst Best. Płyta odniosła sukces debiutując na 5. miejscu notowania OLiS. Wśród gości na płycie znaleźli się m.in. Pezet, Ten Typ Mes, Włodi oraz HiFi Banda. Produkcji nagrań podjęli się m.in. Resbit, Kudel, Czarny HIFI i DJ 600V. Do utworów „To mój czas”, „Flaj” i „Cypher” zostały zrealizowane teledyski.
W 2011 roku artysta nagrał solowy utwór zatytułowany „Nigdy nie wiesz”, który znalazł się na drugiej części kompilacji Grube jointy 2: karani za nic. Następnie VNM gościł na składance Aloha 40% według pomysłu Procenta. Zwrotki rapera znalazły się w kompozycji „Szczyt” w której wystąpili także Emazet, Procent, Łysonżi i Green. 20 lutego 2012 roku, ponownie nakładem wytwórni Prosto ukazał się drugi album solowy rapera Etenszyn: Drimz Kamyn Tru. Produkcja dotarła do 7. miejsca zestawienia OLiS. Gościnnie na płycie wystąpili m.in.: Marysia Starosta, Wozzo i Tomson. Z kolei wśród producentów na wydawnictwie znaleźli się SoDrumatic, Matheo, Drumkidz i 7inch. Do pochodzących z płyty utworów „Na weekend”, „Dym” oraz „Choćbym miał zostać sam” powstały teledyski. Również w 2012 roku VNM wziął udział w nagraniach składanki Prosto Mixtape Kebs. Lewandowski wystąpił w dwóch utworach, m.in. u boku Jurasa, Sokoła i Pezeta.
25 listopada 2013 roku ukazał się kolejny album solowy rapera zatytułowany ProPejn. Materiał został w całości wyprodukowany przez SoDrumatica, natomiast miksowanie i mastering wykonał Czarny HIFI. Wśród gości na płycie znaleźli się Marysia Starosta, Kamila Bagnowska i Tomasz „Tomson” Lach. Wydawnictwo promowane teledyskami do utworów „Obiecaj mi” i „ProPejn” uplasowało się na 3. miejscu polskiej listy przebojów (OLiS). 21 grudnia 2014 w serwisie YouTube muzyk opublikował utwór pt. „Linie” będący odpowiedzią na wiele nominacji w #Hot16Challenge. Kompozycja wyprodukowana przez B.Melo została nagrana w warszawskim Otrabarwa Studio. W przeciwieństwie do innych uczestników akcji raper nagrał pięciominutowy utwór, do którego teledysk zrealizowała grupa filmowa Marathon Films.

## Dyskografia
Albumy solowe
| Rok                                                     | Dane dot. albumu                                                                                  | Pozycja na liście | Sprzedaż       | Certyfikat          |
| Rok                                                     | Dane dot. albumu                                                                                  | POL               | Sprzedaż       | Certyfikat          |
| ------------------------------------------------------- | ------------------------------------------------------------------------------------------------- | ----------------- | -------------- | ------------------- |
| 2007                                                    | Na szlaku po czek - Data: 28 grudnia 2007 - Wydawca: brak (nielegal) - Format: CD                 | –                 |                |                     |
| 2011                                                    | De Nekst Best - Data: 17 stycznia 2011 - Wydawca: Prosto - Format: CD, LP, digital download       | 5                 | - POL: 5 000+  |                     |
| 2012                                                    | Etenszyn: Drimz Kamyn Tru - Data: 20 lutego 2012 - Wydawca: Prosto - Format: CD, digital download | 7                 | - POL: 15 000+ | - ZPAV: złota płyta |
| 2013                                                    | ProPejn - Data: 25 listopada 2013 - Wydawca: Prosto - Format: CD, digital download                | 3                 | - POL: 15 000+ | - ZPAV: złota płyta |
| 2015                                                    | Klaud N9JN - Data: 15 maja 2015 - Wydawca: Prosto - Format: CD, digital download                  | 2                 | - POL: 15 000+ | - ZPAV: złota płyta |
| 2016                                                    | Halflajf - Data: 9 grudnia 2016 - Wydawca: De Nekst Best - Format: CD, digital download           | 10                | - POL: 7 000+  |                     |
| 2019                                                    | Czuz tu daj najs - Data: 29 marca 2019 - Wydawca: De Nekst Best - Format: CD, digital download    | 2                 | - POL: 9 000+  |                     |
| 2020                                                    | Hope for the Best - Data: 29 maja 2020 - Wydawca: De Nekst Best - Format: CD, digital download    | 2                 |                |                     |
| 2021                                                    | EXIT2020 - Data: 15 stycznia 2021 - Wydawca: De Nekst Best - Format: CD, digital download         | 3                 |                |                     |
| „–” oznacza, że album nie był notowany na danej liście. |                                                                                                   |                   |                |                     |

Minialbumy
| Rok  | Dane dot. albumu                                                                                          |
| ---- | --- |
| 2014 | Cytryny (oraz W.E.N.A.) - Data: 15 lipca 2014 - Wydawca: Prosto - Format: Digital download                |
| 2017 | Trailblazer (oraz B.Melo) - Data: 15 grudnia 2017 - Wydawca: De Nekst Best - Format: CD, digital download |

Mixtape’y
| Rok  | Dane dot. albumu                                                                                    |
| ---- | --------------------------------------------------------------------------------------------------- |
| 2009 | Niuskul Mixtape 2009 - Data: 18 lipca 2009 - Wydawca: wydanie własne - Format: CD, digital download |

Single
| Rok                                                       | Tytuł                                                        | Najwyższe pozycje na listach | Najwyższe pozycje na listach | Album                     |
| Rok                                                       | Tytuł                                                        | SLiP                         | HHTV                         | Album                     |
| --------------------------------------------------------- | ------------------------------------------------------------ | ---------------------------- | ---------------------------- | ------------------------- |
| 2011                                                      | „To mój czas”                                                | –                            | –                            | De Nekst Best             |
| 2011                                                      | „Nie po to”                                                  | –                            | –                            | Etenszyn: Drimz Kamyn Tru |
| 2011                                                      | „Supernova”                                                  | –                            | –                            | Etenszyn: Drimz Kamyn Tru |
| 2012                                                      | Afromental – „It’s My Life” (gościnnie: VNM i Sound’n’Grace) | 39                           | –                            | Etenszyn: Drimz Kamyn Tru |
| 2012                                                      | „Na weekend”                                                 | –                            | –                            | Etenszyn: Drimz Kamyn Tru |
| 2012                                                      | „Dym” (gościnnie: Marysia Starosta)                          | –                            | –                            | Etenszyn: Drimz Kamyn Tru |
| 2012                                                      | „Nigdy więcej”                                               | –                            | 1                            | Etenszyn: Drimz Kamyn Tru |
| 2013                                                      | „ProPejn”                                                    | –                            | –                            | ProPejn                   |
| 2013                                                      | „Obiecaj mi” (gościnnie: Tomson)                             | –                            | –                            | ProPejn                   |
| 2014                                                      | „Blizna”                                                     | –                            | –                            | ProPejn                   |
| 2014                                                      | „Linie”                                                      | –                            | –                            | Klaud N9JN                |
| 2015                                                      | „REM”                                                        | –                            | –                            | Klaud N9JN                |
| 2015                                                      | „Druga” (gościnnie: Sylwia Dynek)                            | –                            | –                            | Klaud N9JN                |
| 2016                                                      | „Zmiana”                                                     | –                            | –                            | Halflajf                  |
| 2016                                                      | „NaiVe” (gościnnie: Monika Borzym)                           | –                            | –                            | Halflajf                  |
| 2016                                                      | „Cypher 2.0” (gościnnie: Sarius, Otsochodzi, Sztoss)         | –                            | –                            | Halflajf                  |
| 2019                                                      | „Tomek” (gościnnie: Tomson)                                  | –                            | –                            | Czuz tu daj najs          |
| 2019                                                      | „Strach”                                                     | –                            | –                            | Czuz tu daj najs          |
| 2019                                                      | „Linie II”                                                   | –                            | –                            | Czuz tu daj najs          |
| „–” oznacza, że singiel nie był notowany na danej liście. |                                                              |                              |                              |                           |

Występy gościnne
| Rok  | Album                                                       | Uwagi | Źródło          |
| ---- | ----------------------------------------------------------- | --- | --------------- |
| 2000 | K2F – Pewnego dnia będę żył wiecznie                        | członek zespołu | [ 39 ]          |
| 2001 | K2F – Taki jak Ty                                           | członek zespołu | [ 39 ]          |
| 2002 | K2F – Nie zatrzymasz nas                                    | członek zespołu | [ 39 ]          |
| 2003 | 834 – To co nas różni                                       | członek zespołu | [ 40 ]          |
| 2005 | 834 – Chcę to mieć                                          | członek zespołu | [ 40 ]          |
| 2005 | 834 – Where Have You Been?                                  | członek zespołu | [ 40 ]          |
| 2006 | 834 – Kolumny płoną                                         | członek zespołu | [ 40 ]          |
| 2007 | Bassgrou – Tubylcy                                          | gościnnie rap w utworze „Bassgroufilia” | [ 41 ]          |
| 2008 | Czes – Flügelschlag Des Wahnsinns                           | gościnnie rap w utworze „Alarm” | [ 42 ]          |
| 2008 | Fenix $ L.Pro – Pamiętaj                                    | gościnnie rap w utworze „Uwierz” | [ 43 ]          |
| 2008 | Rezpektz – 120 uderzeń na minutę (Feat. Emrat)              | gościnnie rap w utworze „Nie opuszczaj flagi” | [ 44 ]          |
| 2008 | Na Pół Etatu – Materiał promocyjny                          | gościnnie rap w utworze „Czapki z głów” | [ 45 ]          |
| 2009 | Kazzushi – Wstrentny żul                                    | gościnnie rap w utworach "Jestem" i "Czego oni chcą ode mnie?!” | [ 46 ]          |
| 2009 | Shot – Origami                                              | gościnnie rap w utworze „Z dedykacją” | [ 47 ]          |
| 2009 | Fenix & Radonis – Ja muszę nagrywać                         | gościnnie rap w utworze „Dam radę sam” | [ 48 ]          |
| 2009 | Temate/Henson – Miejski styl bycia                          | gościnnie rap w utworze „To nie koniec” | [ 49 ]          |
| 2009 | Buszu – EP Demo                                             | gościnnie rap w utworze „Pytasz mnie, kim jestem” | [ 50 ]          |
| 2009 | Szops – Synonim whiskey                                     | gościnnie rap w utworze „Synonim whiskey” | [ 51 ]          |
| 2009 | Łysonżi – Dżonson                                           | gościnnie rap w utworach „Jadę z tematem” i „Palimy to to” | [ 52 ]          |
| 2009 | Quiz – Materiał producencki                                 | gościnnie rap w utworze „Gra na żywo” | [ 53 ]          |
| 2010 | TomB – Wystudzony temperament vol. 1                        | gościnnie rap w utworze „Gaśnie blask” | [ 54 ]          |
| 2010 | Grube jointy (kompilacja)                                   | rap w utworze „Placek” | [ 55 ]          |
| 2010 | Zjednoczeni w Rapie – Operacja terror                       | gościnnie rap w utworze „Nieświadomość” | [ 56 ]          |
| 2010 | Boomer/Ask – Gdzie jest vibe?                               | gościnnie rap w utworze „Podpisz się” | [ 57 ]          |
| 2010 | Prosto Mixtape 600V (kompilacja)                            | rap w utworach „Jestem swój”, „Jednorazowo”, „Mógłbym Ci opowiedzieć”, „Zrób to”, „Mentalne blizny”, „Uciec”, „Prosto stąd”, „Więzi muzyki”, „I żeby było normalnie” | [ 58 ]          |
| 2010 | Abstrakt Solo – Abstrakt is Dead                            | gościnnie rap w utworze „Bez kompromisu” | [ 59 ]          |
| 2010 | Diho RaZ – Diho Raz                                         | gościnnie rap w utworze „Nigdy nie wiesz” | [ 60 ]          |
| 2010 | Pezet/Małolat – Dziś w moim mieście                         | gościnnie rap w utworze „Koka” | [ 61 ]          |
| 2010 | HiFi Banda – Puszer DVD                                     | gościnnie rap w utworze „Puszer” | [ 62 ]          |
| 2011 | Brahu – Chaos                                               | gościnnie rap w utworze „Mimo wszystko” | [ 63 ]          |
| 2011 | DJ Tuniziano & DJ Grubaz – The Blend Sick Project (mixtape) | gościnnie rap w utworze „Koka” | [ 64 ]          |
| 2011 | Grube jointy 2: karani za nic (kompilacja)                  | rap w utworze „Nigdy nie wiesz” | [ 65 ]          |
| 2011 | Sokół, Marysia Starosta – Czysta brudna prawda              | gościnnie rap w utworze „Mały człowieczek” | [ 66 ]          |
| 2011 | W.E.N.A. – Dalekie zbliżenia                                | gościnnie rap w utworze „Patrz im na ręce” | [ 67 ]          |
| 2011 | Człowień – 27 dni później                                   | gościnnie rap w utworze „Nie patrzę w tył WOGLE” | [ 68 ]          |
| 2011 | Hades – Nowe dobro to zło                                   | gościnnie rap w utworze „Wszyscy święci” | [ 69 ]          |
| 2011 | 101 Decybeli – Pomiędzy bitami                              | gościnnie rap w utworze „Na 101” | [ 70 ]          |
| 2011 | Beer Beer – Wierzę, że dziś nie polegnę                     | gościnnie rap w utworze „Wierzę, że dziś nie polegnę” | [ 71 ]          |
| 2011 | Aloha 40% (kompilacja)                                      | rap w utworze „Szczyt” | [ 72 ]          |
| 2011 | Afromental – The B.O.M.B.                                   | gościnnie rap w utworze „It’s My Life” | [ 73 ]          |
| 2011 | DonGURALesko – Zaklinacz deszczu                            | gościnnie rap w utworze „Kolor purpury” | [ 74 ]          |
| 2011 | Ten Typ Mes – Alkopoligamia: zapiski typa (reedycja)        | gościnnie rap w utworze „Dumny jak paw” | [ 75 ]          |
| 2011 | Kuz – Świeża dostawa                                        | gościnnie rap w utworze „Szczyt” | [ 76 ]          |
| 2011 | Małaz – Niewygodny gracz                                    | gościnnie rap w utworze "Życie powiedziało 'siema!'” | [ 77 ]          |
| 2012 | Wini – Bóg jest miłością                                    | gościnnie rap w utworze „Nienawidzę raperów” | [ 78 ]          |
| 2012 | Prosto Mixtape Kebs (kompilacja)                            | rap w utworach „Życie wypisane na twarzy” i „Nie idę sam” | [ 79 ]          |
| 2012 | eRbit – Człowiek z plejbeku                                 | gościnnie rap w utworze „Podwładni martwego króla” | [ 80 ]          |
| 2012 | 834 – Elbląg bejbi!                                         | członek zespołu | [ 81 ]          |
| 2012 | Voskovy – 5 złotych zasad                                   | gościnnie rap w utworze „Jest dobrze” | [ 82 ]          |
| 2012 | WhiteHouse – Kodex 4                                        | gościnnie rap w utworze „Do jutra” | [ 83 ]          |
| 2012 | DJ Prox – Oldschool (mixtape)                               | gościnnie rap w utworze „Do zobaczenia” | [ 84 ]          |
| 2012 | NNFoF – No Name Full Of Fame                                | gościnnie rap w utworze „Here I’m” | [ 85 ]          |
| 2012 | Zjawin – Wszystko jedno                                     | gościnnie rap w utworze „Głosy w mojej głowie” | [ 86 ]          |
| 2012 | Pezet/Małolat – Live in 1500m2                              | gościnnie rap w utworze „Koka” | [ 87 ]          |
| 2012 | Wozu – K1asa i k1asyka                                      | gościnnie rap w utworze „Życie to gra jest” | [ 88 ]          |
| 2012 | Peerzet – Z miłości do gry                                  | gościnnie rap w utworze „Zasada cierpliwości” | [ 89 ]          |
| 2012 | Donatan – Równonoc. Słowiańska dusza                        | gościnnie rap w utworze „Słowianin” | [ 90 ]          |
| 2012 | Numer Raz i DJ Abdool – Człowieku mordo                     | gościnnie rap w utworze „Perły” | [ 91 ]          |
| 2012 | Czarny HIFI – Niedopowiedzenia                              | gościnnie rap w utworze „Nie ściągniesz mnie na dół” | [ 92 ]          |
| 2013 | Tede – Elliminati                                           | gościnnie rap w utworze „Tak się robi remix” | [ 93 ]          |
| 2013 | Buczer – UTRAPiony                                          | gościnnie rap w utworze „Dość” | [ 94 ]          |
| 2013 | JodSen – Sen nocy letniej MXTP                              | gościnnie rap w utworze „Proforma 2 (Remix)” | [ 95 ]          |
| 2013 | Szops – Goodlife                                            | gościnnie rap w utworze „Endorfiny” | [ 96 ]          |
| 2013 | Bezczel – A.D.H.D                                           | gościnnie rap w utworze „Proforma 2" | [ 97 ]          |
| 2013 | Drużyna Mistrzów 2: sport, muzyka, pasja (kompilacja)       | rap w utworze „Nakręceni Pasją” | [ 98 ]          |
| 2013 | DJ. B, Szczur – Zaraza                                      | gościnnie rap w utworze „Świt” | [ 99 ]          |
| 2013 | Temate – Tematycznie                                        | gościnnie rap w utworze „Gdyby skille się sprzedawały” | [ 100 ]         |
| 2013 | Rybi/Ślimak – Dziennik                                      | gościnnie rap w utworze „Siła umysłu” | [ 101 ]         |
| 2013 | Rasmentalism – Za młodzi na Heroda                          | gościnnie rap w utworze „STU” | [ 102 ]         |
| 2014 | WhiteHouse – Kodex 5 Elements                               | gościnnie rap w utworze „Carpe Diem” | [ 103 ]         |
| 2014 | Żyt Toster/EnZU – Letarg/Przebudzenie                       | gościnnie rap w utworze „Avatar” | [ 104 ]         |
| 2014 | 2sty – Stej Flaj                                            | gościnnie rap w utworze „Kula u nogi” | [ 105 ]         |
| 2014 | B.A.K.U – Poznaj mnie                                       | gościnnie rap w utworze „Drugi dom” | [ 106 ]         |
| 2014 | Big Up Crew – Detox                                         | gościnnie rap w utworze „Detox” | [ 107 ]         |
| 2014 | Czarny HIFI – Nokturny & demony                             | gościnnie rap w utworze „Demony” | [ 108 ]         |
| 2014 | Deys – Audiogramy                                           | gościnnie rap w utworze „Potencjał” | [ 109 ]         |
| 2014 | High End Projekt – #2 – Fly Or Die                          | gościnnie rap w utworze „Oni nas nie rozumieją” | [ 110 ]         |
| 2014 | Łysonżi – Browka szpinak                                    | gościnnie rap w utworze „Mery Dżejn, Mery Krismes” | [ 111 ]         |
| 2014 | Pawbeats – Utopia                                           | gościnnie rap w utworze „Nie szukaj mnie” | [ 112 ]         |
| 2014 | Rozbójnik Alibaba, Jan Borysewicz – Bal maturalny           | gościnnie rap w utworze „Zbyt wiele” | [ 113 ]         |
| 2015 | Prosto Mixtape IV (kompilacja)                              | rap w utworach „Moment słabości”, „Skasowany numer”, „Pierwszy Walkman” i „Brać życie za mordę”                                                                      | [ 114 ]         |
| 2016 | De Nekst Best Mixtape (kompilacja)                          | rap w utworach „D.Y.H.A.”, „Tak to wygląda”, „Szansa”, „Odwaga”, „Łaaaał”, „Wir wydarzeń”, „Szukaj mnie na projektach” i „Film”                                      | [ 115 ] [ 116 ] |

## Teledyski
| Rok  | Tytuł | Reżyseria                                | Album                                   | Źródło  |
| ---- | --- | ---------------------------------------- | --------------------------------------- | ------- |
| 2009 | „Kambek jak Dżejzi”                                                                                               | Dwaem Media Group                        | Niuskul Mixtape 2009                    | [ 117 ] |
| 2010 | „Zrób to” (gościnnie: Rastamaniek)                                                                                | Letemknow                                | Niuskul Mixtape 2009                    | [ 118 ] |
| 2011 | „To moj czas” | Letemknow                                | De Nekst Best                           | [ 119 ] |
| 2011 | „Flaj” | Kamil Szczepański                        | De Nekst Best                           | [ 120 ] |
| 2011 | „Cypher” (gościnnie: Pezet, TenTypMes, Pyskaty)                                                                   | R5 Films                                 | De Nekst Best                           | [ 121 ] |
| 2012 | „Na weekend” | Letemknow                                | Etenszyn: Drimz Kamyn Tru               | [ 122 ] |
| 2012 | „Dym” (gościnnie: Marysia Starosta)                                                                               | Letemknow                                | Etenszyn: Drimz Kamyn Tru               | [ 123 ] |
| 2012 | „Choćbym miał zostać sam” (gościnnie: Wozzo)                                                                      | Witek Michalak, Adam Lapinski            | Etenszyn: Drimz Kamyn Tru               | [ 124 ] |
| 2012 | „Osiem cztery” | Filip Fijałkowski/ FTF Videoproduction   | –                                       | [ 125 ] |
| 2013 | „Obiecaj mi” (gościnnie: Tomson)                                                                                  | Toczy Videos                             | ProPejn                                 | [ 126 ] |
| 2013 | „ProPejn” | Toczy Videos                             | ProPejn                                 | [ 127 ] |
| 2014 | „Linie” („#Hot16Challenge”)                                                                                       | Marathon Films                           | –                                       | [ 128 ] |
| 2015 | „Druga” (gościnnie: Sylwia Dynek)                                                                                 | Oskar Kozłowski                          | Klaud N9JN                              | [ 13 ]  |
| 2019 | „Tomek”: (gościnnie: Tomson)                                                                                      | Sky Piastowskie                          | Czuz Tu Daj Najs                        | [ 129 ] |
| 2019 | „Linie II” | PJ Films Studio                          | Czuz Tu Daj Najs                        | [ 130 ] |
|      | Gościnnie |                                          |                                         |         |
| 2012 | DJ Story – „U.R.L.O.P.” (gościnnie: VNM)                                                                          | –                                        | Doborowe towarzystwo                    | [ 131 ] |
| 2013 | Rasmentalism – „Stu” (gościnnie: VNM)                                                                             | Andrzej Santorski, Justyna Buba Purzycka | Za młodzi na Heroda                     | [ 132 ] |
| 2013 | DJ. B, Szczur – „Świt” (gościnnie: VNM, W.E.N.A.)                                                                 | Filmotion                                | Zaraza                                  | [ 133 ] |
| 2013 | Bezczel – „Proforma 2" (gościnnie: Ero, Sitek, Poszwixxx, Pyskaty, Ede, VNM)                                      | Bieniek Film & InSane Film               | A.D.H.D                                 | [ 134 ] |
| 2014 | Łysonzi – „Mery Dżejn, Mery Krismes” (gościnnie: VNM, DJ Gondek)                                                  | Dobrekino Studio                         | Browka szpinak                          | [ 135 ] |
|      | Inne |                                          |                                         |         |
| 2010 | Felipe, VNM, Jędker, Pezet, Sokół, Brahu, Numer Raz, Eldo – „I żeby było normalnie”                               | 1cell                                    | Prosto Mixtape 600V                     | [ 136 ] |
| 2010 | VNM, Rastamaniek – „Zrób to”                                                                                      | Letemknow                                | Prosto Mixtape 600V                     | [ 137 ] |
| 2011 | VNM, Fu, Fokus – „Elementum TOUR 2011”                                                                            | Dwaem Media Group 2011                   | –                                       | [ 138 ] |
| 2013 | VNM, Deys, Te-Tris, DJ Ike – „Potencjał (C-Walk Polska)”                                                          | –                                        | –                                       | [ 139 ] |
| 2013 | VNM, Sobota, Tede, Kieru – „Na zajawie 2"                                                                         | Cam-L Studio                             | –                                       | [ 140 ] |
| 2013 | Bosski, Onar, VNM, Ero – „Nakręceni Pasją”                                                                        | Evil Eye                                 | Drużyna Mistrzów2: sport, muzyka, pasja | [ 98 ]  |
| 2014 | Sitek, VNM, JNR, Stochu – „Moja wina, twój błąd”                                                                  | OGfilms, New Decade Media                | Lucky Dice Radio Vol.1                  | [ 141 ] |
| 2014 | VNM, W.E.N.A., Kuba Knap, Kuban – „Tour Of The Year”                                                              | Dirt Video                               | –                                       | [ 142 ] |
| 2014 | VNM, Diox, Polski Mistrzowski Manewr – „Dobra aura”                                                               | Marathon Films                           | –                                       | [ 143 ] |
| 2014 | Z.B.U.K.U, Vixen, Metrowy, Te-Tris, Poszwix, Bezczel, VNM, Białas, Solar, Tony Jazzu, Projekt Wan, RWS – „HHRPE1” | Sójson Papaj                             | –                                       | [ 144 ] |
| 2014 | W.E.N.A., VNM – „Cytryny”                                                                                         | Paweł Bukowski, Michał Jagiełło          | Cytryny                                 | [ 145 ] |
| 2015 | VNM, KęKę, Sokół, Quebonafide – „Brać życie za mordę”                                                             | Ludwik Lis                               | Prosto Mixtape IV                       | [ 146 ] |
| 2015 | VNM, Rasmentalism, Sitek, Gedz, Sarius, JNR – „Dream Team Tour”                                                   | R5Films                                  | –                                       | [ 147 ] |

## Nagrody i wyróżnienia
| Rok  | Kategoria     | Tytułem                                                                             | Nagroda           | Nota      | Źródło  |
| ---- | ------------- | ----------------------------------------------------------------------------------- | ----------------- | --------- | ------- |
| 2011 | Teledysk roku | Felipe, VNM, Jędker, Pezet, Sokół, Brahu, Numer Raz, Eldo – "I żeby było normalnie” | VIVA Comet Awards | Nominacja | [ 148 ] |
| 2015 | Singel roku   | VNM, Kuba Knap, W.E.N.A., Kuban – „Tour of the Year”                                | Sztosy 2014       | Nominacja | [ 149 ] |